# 8 Mile
8 Mile (8 Mile - Rua das ilusões, no Brasil) é um filme americano de 2002, do gênero drama musical, dirigido por Curtis Hanson e com roteiro de Scott Silver.
Com um orçamento de 41 milhões de dólares, o filme arrecadou US$242.875.078 mundialmente em bilheterias. Foi recebido de forma geralmente positiva pela crítica especializada, obtendo uma média de 76% de aprovação no Rotten Tomatoes, que se baseou em 193 resenhas. "Lose Yourself", de sua trilha sonora, ganhou o Óscar de "Melhor canção original".

## Sinopse
Jimmy (B-Rabbit) é um jovem [rapper] branco que sonha fazer sucesso com sua música, ao mesmo tempo que vive junto com a pobreza e o racismo, por morar em Warren, uma cidade suburbana predominantemente negra ao norte de Detroit. O filme acompanha o drama familiar entre Rabbit, sua mãe, sua pequena irmã e constantes brigas entre gangues.

## Elenco
- Eminem como Jimmy "Bunny Rabbit" Smith Jr.
- Kim Basinger como Stephanie, mãe de Jimmy
- Brittany Murphy como Alex Latorno, Interesse amoroso de Jimmy
- Mekhi Phifer como David "Future" Porter, amigo de Jimmy
- Evan Jones como "Cheddar Bob" , amigo de Jimmy
- Anthony Mackie como Clarence "Papa Doc", rival de Rabbit.

- Proof como Lil' Tic, rapper que enfrenta Jimmy
- Omar Benson Miller como Sol George
- De'Angelo Wilson como DJ Iz
- Eugene Byrd como Wink
- Taryn Manning como Janeane, ex-namorada de Jimmy
- Chloe Greenfield como Lily

## Principais prêmios e indicações
- Oscar - vencedor na categoria de melhor canção original por Lose Yourself (Eminem, Jeff Bass e Luis Resto)
- Screen International Award - indicação para o diretor Curtis Hanson
- Globo de Ouro - indicado na categoria de Melhor canção original por Lose Yourself (Eminem, Jeff Bass e Luis Resto)
- ASCAP Award - vencedor na categoria de melhor performance musical por Lose Yourself (Eminem, Jeff Bass e Luis Resto)
- BMI Film Kappa Award - vencedor na categoria de melhor performance musical por Lose Yourself (Eminem, Jeff Bass e Luis Resto)
- BMI Film Music Award - Eminem recebeu premiação
- Critics Choice Award - vencedor na categoria de melhor canção por Lose Yourself (Eminem, Jeff Bass e Luis Resto)